# OnePlus Nord
Lo OnePlus Nord è uno smartphone di fascia media prodotto da OnePlus, annunciato a luglio e commercializzato da agosto 2020.

## Caratteristiche tecniche

### Hardware
Il dispositivo misura 158.3 x 73.3 x 8.2 mm e pesa 184 grammi. È dotato di un chipset Qualcomm Snapdragon 765G 5G (processo produttivo a 7 nm), con CPU octa-core e GPU Adreno 620. È stato commercializzato con 6, 8 o 12 GB di RAM e 64, 128 o 256 GB di memoria interna UFS 2.1 non espandibile.
Supporta le connettività 2G, 3G, 4G, 5G; Wi-Fi 802.11 a/b/g/n/ac, dual-band, Wi-Fi Direct, hotspot; A2DP, LE, aptX HD; GPS, GLONASS, BDS, GALILEO e NavIC; ha una porta USB-C 2.0 con OTG e l'NFC.
Il display è un Fluid AMOLED da 6.55 pollici con risoluzione Full HD+ (1080 x 2400 pixel), protezione Gorilla Glass 5, supporto HDR10+ e una densità di pixel di 408 ppi. Il sensore di impronte digitali è posizionato sotto lo schermo.
La fotocamera posteriore ha 4 obiettivi: uno da 48 MP, f/1.8, PDAF, OIS e HDR, uno da 8 MP, f/2.3 (grandangolare), uno da 5 MP, f/2.4 (di profondità) e uno da 2 MP, f/2.4 (macro), con registrazione video 4K@30fps. La fotocamera anteriore ha due obiettivi, uno da 32 MP, f/2.5 e l'altro da 8 MP, f/2.5, com registrazione video 4K@30/60fps.
La batteria è una batteria ai polimeri di litio da 4115 mAh, con supporto per la ricarica rapida a 30 W.

### Software
Il dispositivo è dotato di sistema operativo Android 10, aggiornabile fino a Android 12, con interfaccia utente OxygenOS 12.